# Кюрди в Русия
Кюрдите в Русия (на кюрдски: Kurdên Rusyayê, на сорани: کوردانی ڕووسیا, на руски: Курды в России) са 64-тата по численост етническа група в Русия. Според преброяването на населението през 2010 г. броят на хората, определили се за кюрди, е 23 232 души, или 0,01% от населението на страната. Заедно с езидите в Русия според преброяването през 2010 г. са 63 818 души. Според неофициални оценки техният брой достига до ок. 500 хил. души.

## История
През началото на XIX век основната цел на Руската империя е да осигури неутралитета на кюрдите във войните си срещу Персия и Османската империя. В началото на XIX век кюрдите се заселват в Задкавказието, когато то е включено в състава на Руската империя. През XX век кюрдите са преследвани и избивани от турците и персите, ситуация, която кара кюрдите да се преместят в руското Задкавказие. От 1804 – 1813 г. и отново през 1826 – 1828 г., когато Руската империя и Персийската империя са във война, руските власти позволяват на кюрдите да се заселят в земите на Русия и Армения. По време на Кримската война и Руско-турската война през 1877 – 1878 г. кюрдите се преселват в земите на Русия и Армения. Според преброяването от 1897 г. в Руската империя са живели 99 900 кюрди.

## Численост и дял
Численост и дял на кюрдите според преброяванията през годините (в периода от 1939 до 1989 г. са записани заедно с езидите):
| Преброяване | Численост | Дял (в %) |
| 1926        | 164       | 0,00      |
| 1939        | 387       | 0,00      |
| 1959        | 855       | 0,00      |
| 1970        | 1 015     | 0,00      |
| 1979        | 1 634     | 0,00      |
| 1989        | 4 724     | 0,00      |
| 2002        | 19 607    | 0,01      |
| 2010        | 23 232    | 0,01      |